# Carhuaz (tỉnh)
Tỉnh Carhuaz (tiếng Tây Ban Nha: Provincia de Carhuaz) là một tỉnh thuộc vùng Ancash của Peru. Tỉnh Carhuaz có diện tích 804 km², dân số thời điểm theo điều tra dân số ngày 11 tháng 7 năm 1993 là 39721 người. Tỉnh lỵ đóng ở Carhuaz.